# جون أ. هال
جون أ. هال (بالإنجليزية: John A. Hull)‏ هو قاضي أمريكي، ولد في 7 أغسطس 1874 في بلومفيلد في الولايات المتحدة، وتوفي في 17 أبريل 1944 في واشنطن العاصمة في الولايات المتحدة.